# Azapetin
Azapetin je vazodilatator.